# Centaurea soskae
Centaurea soskae Hayek ex Košanin – gatunek rośliny z rodziny astrowatych (Aristolochiaceae Juss.). Występuje endemicznie w Macedonii oraz Albanii. Rośnie między innymi na terenie Parku Narodowego Galiczica.

## Taksonomia
Gatunek opisany po raz pierwszy w roku 1926 pod nazwą Centaurea soskae. Holotyp pochodził z Macedonii Północnej, powyżej miejscowości Trpejca nad Jeziorem Ochrydzkim.
W 2011 roku Meyer opisał takson C. decora jako nowy gatunek z rodzaju chaber (Centaurea). Holotyp pochodził ze skalistych zboczy gór w pobliżu wsi Shëngjergji i Korita na wysokości od 800 do 1000 m n.p.m. W tym samym roku inni badacze zebrali roślin na tych samych stokach i porównali je z rośliną C. soskae. Okazało się, że obie rośliny są identyczne. Mayer w swojej publikacji z 2011 roku nie wspomniał nic o taksonie C. soskae. Wobec tego takson C. decora uważa się za synonim dla C. soskae. Pozwoliło to jednak oszacować zasięg występowania na nieco większy niż dotychczas sądzono.

## Rozmieszczenie geograficzne
Gatunek wcześniej znany był tylko z występowania w kilku miejscowościach w pobliżu Jeziorem Ochrydzkiego. Jednak później zarejestrowano go również na zachodnich stokach masywu Mali i Thatë powyżej wsi Shëngjergji w Albanii. W oparciu o środowisku i ekologii prawdopodobne jest, że rośnie także w greckiej części okolicy jeziora Prespa.

## Biologia i ekologia
Rośnie w zespole roślinności Phyllireo-Carpinetum orientalis. Występuje na wysokości od 850 do 1200 m n.p.m. Kwitnie i wydaje owoce od czerwca do lipca. Znajduje się pod wpływem Morza Śródziemnego i klimatu subśródziemnomorskiego. Rośnie na skalistych zboczach wapiennych. Środowisko dzieli z takimi gatunkami jak: Allium flavum subsp. flavum, Campanula versicolor, Fumana procumbens, kosaciec bródkowy (Iris germanica), Nepeta spruneri, Ptilostemon afer, szałwia lekarska (Salvia officinalis), cząber górski (Satureja montana) i Sempervivum ciliosum oraz drzewiaste bukszpan zwyczajny (Buxus sempervirens), jesion mannowy (Fraxinus ornus), pistacja terpentynowa (Pistacia terebinthus) oraz Prunus webbii.
Nadziemne części tego gatunku zawierają laktony seskwiterpenowe (cnicin) oraz siedem flawonoidów (apigenina, kemferol,
hispidulin, eupatorin, cirsimaritin, santoflawon oraz salwigenin)